# Gli Indipendenti (Liechtenstein)
Gli Indipendenti (in tedesco Die Unabhängigen - DU) sono un partito politico del Liechtenstein fondato nel 2013 da Harry Quaderer, già parlamentare dell'Unione Patriottica.
Raccoglie in buona parte il voto di protesta legato all'adozione di misure di austerità.

## Risultati elettorali
| Elezione          | Voti   | %    | Seggi  |
| ----------------- | ------ | ---- | ------ |
| Parlamentari 2013 | 29 739 | 15,3 | 4 / 25 |
| Parlamentari 2017 | 35 885 | 18,4 | 5 / 25 |
| Parlamentari 2021 | 8 543  | 4,2  | 0 / 25 |